# Novostepneanske (Natalivka), Zaporijjea
Novostepneanske (în ucraineană Новостепнянське) este un sat în comuna Natalivka din raionul Zaporijjea, regiunea Zaporijjea, Ucraina.

## Demografie
Componența lingvistică a localității Novostepneanske
     Ucraineană (87,31%)
     Rusă (11,18%)
     Belarusă (1,51%)
Conform recensământului din 2001, majoritatea populației localității Novostepneanske era vorbitoare de ucraineană (87,31%), existând în minoritate și vorbitori de rusă (11,18%) și belarusă (1,51%).